# Валуївка
Валу́ївка — село в Україні, у Маловисківській міській громаді Новоукраїнського району Кіровоградської області. Населення становить 487 осіб.

## Назва
19 вересня 2024 року Верховна Рада підтримала перейменування села Первомайське на Валуївка. 26 вересня 2024 року перейменування набуло чинності.

## Населення
Згідно з переписом УРСР 1989 року чисельність наявного населення села становила 646 осіб, з яких 264 чоловіки та 382 жінки.
За переписом населення України 2001 року в селі мешкало 487 осіб.

### Мова
Розподіл населення за рідною мовою за даними перепису 2001 року:
| Мова       | Відсоток |
| ---------- | -------- |
| українська | 98,36 %  |
| російська  | 1,64 %   |